# 三島信用金庫
三島信用金庫（みしましんようきんこ、英語：The Mishima Shinkin Bank）は、静岡県駿東郡長泉町に本部を置く信用金庫である。
本店（本店営業部）は静岡県三島市にある。伊豆半島を含む静岡県東部に店舗網を展開している（「店舗」の項を参照）。

## 沿革
- 1911年（明治44年）1月 - 有限責任三島信用組合設立。
- 1951年（昭和26年）10月 - 三島信用金庫に改称。
- 1973年（昭和48年）4月 - オンラインシステム稼働。
- 1983年（昭和58年）3月 - 全国信用金庫オンライン提携 「しんきんネットキャッシュサービス」開始。
- 2006年（平成18年）10月 - 伊豆信用金庫と合併。
- 2011年（平成23年）- 本店建物が、2011年度グッドデザイン賞受賞[2]。
- 2019年（令和元年）
  - 事業承継など取引先支援で藍澤証券[3]、トランビなど3社[4]と相次ぎ業務提携。
  - 11月27日 - SDGsへの取り組みを静岡県東部の3信金（富士宮信用金庫、富士信用金庫、沼津信用金庫）とともに宣言[5]。
- 2024年（令和6年）
  - 8月5日 - この日から磁気の影響を受けにくい新しい通帳（Hi-Co通帳）を取扱開始した(Hi -Co通帳に対応していない信用金庫ATMではHi -Co通帳は使えない。)[6]。

## 店舗
静岡県東部・伊豆に合計50店舗（2019年4月20日時点）
- 三島地区8店舗
- 沼津地区11店舗
- 下田・賀茂地区6店舗
- 駿東・裾野地区7店舗
- 伊豆の国・伊豆・田方地区10店舗
- 伊東・熱海地区8店舗

本店は三島地区 本部は駿東・裾野地区に所在する。

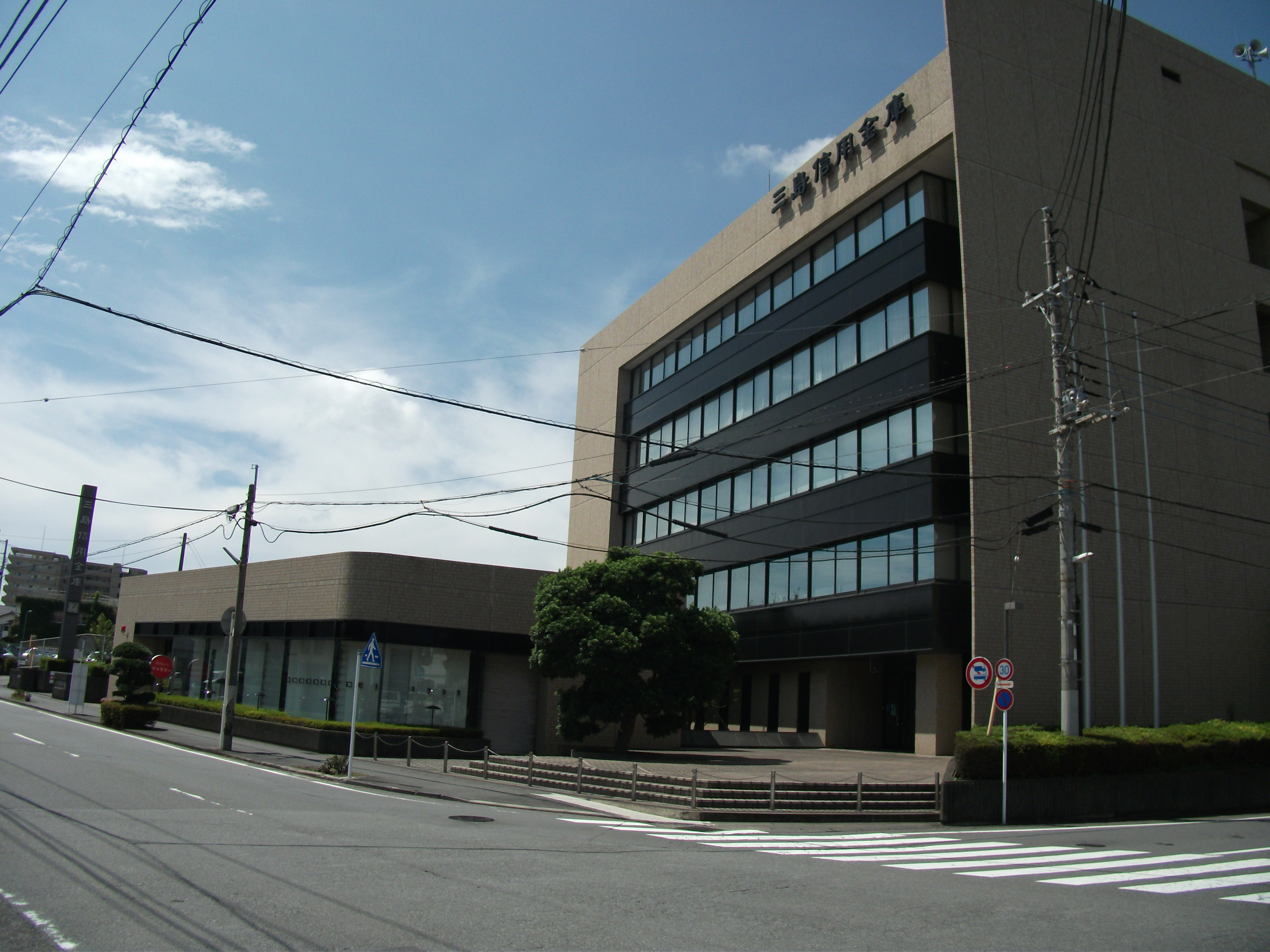
三島信用金庫本部（2010年8月7日）

### 店舗新築・建て替え・統廃合等
- 1936年（昭和11年）10月 - 本店建築落成 支店番号001 三島市芝本町12番3号
- 1985年（昭和60年）12月 - 新本部ビル（三島信用金庫本部）竣工 支店番号050 駿東郡長泉町下土狩96番地の3
- 2002年（平成14年）9月 - 下田信用金庫の西伊豆支店 支店番号035 賀茂郡西伊豆町仁科361番地の1および松崎支店 支店番号036 賀茂郡松崎町宮内350番地の11を譲り受ける
- 2009年（平成21年）8月 - 本店の建て替えに伴い、現店舗向かい側の三島NKビル3階に仮店舗として移転し、空中店舗化[7]。
- 2010年（平成22年）7月 - 三島南支店 支店番号018 三島市新谷155番地の1 新築オープン 2Fに「サポートセンター夢」
- 2011年（平成23年）1月11日 - 同信金100周年記念事業の一環として改築され、竣工した新本店がオープン[8]。本店4階にギャラリーを設立した（後述）。
- 2011年（平成23年）10月 - 下田中央支店 支店番号052 下田市1丁目19番1号 新築オープン
- 2012年（平成24年）4月 - 八幡野支店が伊豆高原支店 支店番号059 伊東市八幡野1184番地の1へ店名変更
- 2012年（平成24年）7月 - 南伊豆支店 支店番号051 賀茂郡南伊豆町下賀茂257番地の1 新築オープン
- 2013年（平成25年）2月 - 熱海支店 支店番号045  熱海市中央町12番27号 新築オープン
- 2013年（平成25年）7月 - 熱海支店と昭和町支店統合
- 2013年（平成25年）11月 - 土肥支店 支店番号012 伊豆市土肥676番地 移転 新築オープン
- 2014年（平成26年）7月 - 沼津北支店 支店番号015 沼津市高島本町10番1号と開北支店統合
- 2014年（平成26年）11月 - 桜サク支店 支店番号060 駿東郡長泉町桜堤1丁目1番12号 オープン
- 2015年（平成27年）3月 - 南伊東支店 支店番号039 伊東市桜ガ丘1丁目2番12号と岡支店統合
- 2018年（平成30年）1月 - 沼津香貫支店 支店番号020 沼津市南本郷町16番23号 新築オープン
- 2019年（平成31年）1月 - 岡宮支店 支店番号025 沼津市花園町21番地の7 新築オープン
- 2019年（平成31年）2月 - 伊東営業部 支店番号049 伊東市東松原町11番1号と伊東駅支店統合

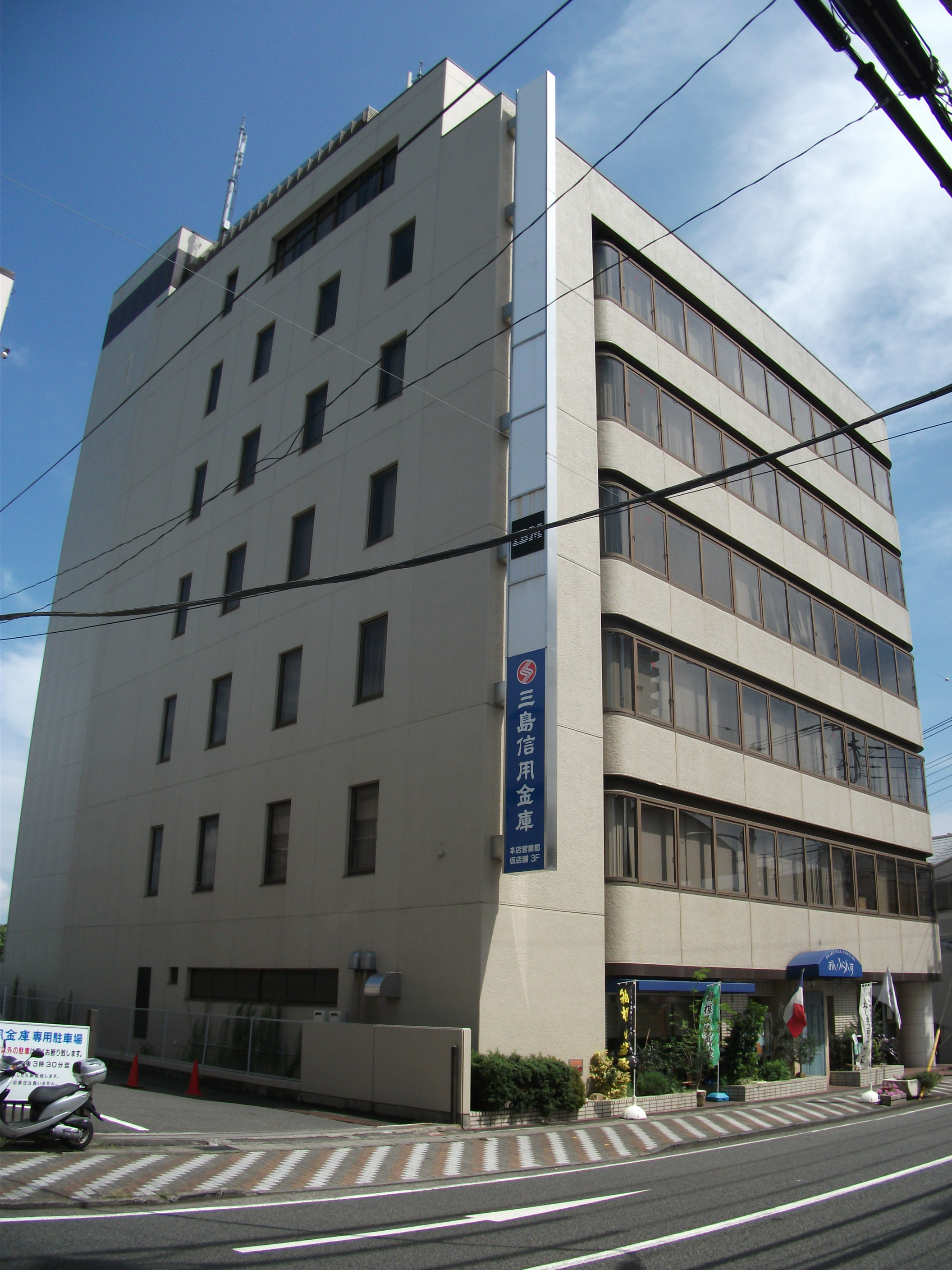
本店営業部仮店舗が入居した三島NKビル（2010年8月7日）

## さんしんギャラリー善
三島信用金庫 さんしんギャラリー善 -ZEN- (SANSHIN GALLERY ZEN) は三島信用金庫本店4階に設置されたギャラリー。「さんしん」は三島信用金庫の略称で、「善」は初代理事長の大村善平の名に由来する。地元静岡や伊豆にゆかりのある作家の手による絵画、陶芸、彫刻などを展示している。月替わりで作品を入れ替えているため、毎月訪れるリピーターも存在するといい、月初や最終日の25日には作家が訪れることもあるという。
内装は白を主体とした壁面と落ち着いた照明を用いており、また作品は間近で鑑賞できるようになっている。
運営は公益財団法人佐野美術館に委託している。

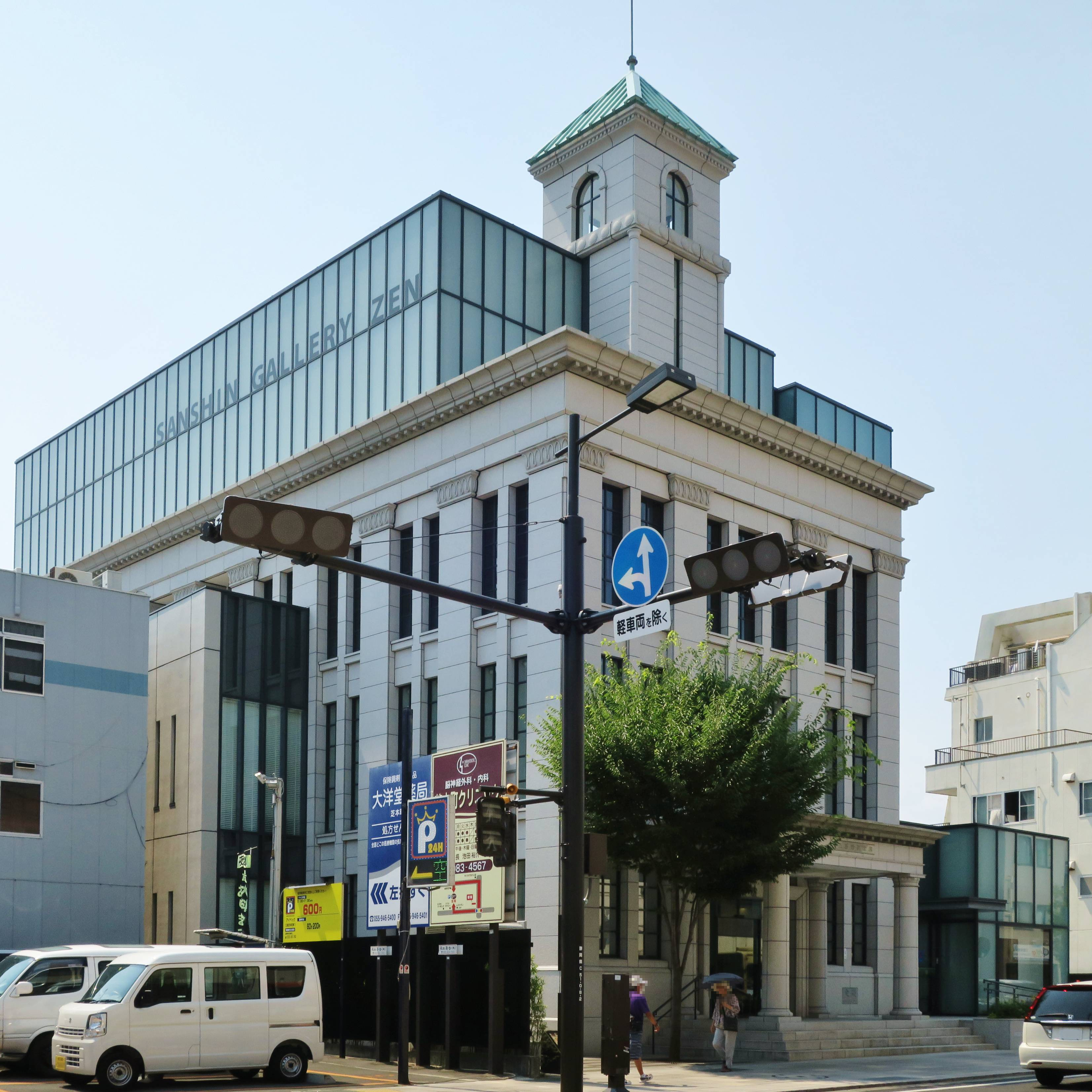
さんしんギャラリー善（三島信用金庫本店）

## ATMについて
ATMでの、カードの扱いについては、
- 三島信用金庫のカードによる入出金・記帳は、平日・土曜7:00～21:00 日曜・祝日8:00～21:00まで無料。
- 他の信用金庫のカードによる入出金は、平日8:45～18:00 土曜9:00～14:00まで無料（しんきんATMゼロネットサービス）。
- 静岡銀行のカードによる出金については、平日8:45～18:00 土曜9:00～14:00まで無料。

地域外のATMは、JR名古屋駅 桜通口 JR名古屋駅 スカイシャトル 中部国際空港 アクセスプラザ 富士山静岡空港に存在する。